# Kosmos 2293
Kosmos 2293, ruski izviđački satelit iz programa Kosmos. Vrste je US-P (US-PM).
Lansiran je 2. studenoga 1994. godine u 1:04 s kozmodroma Bajkonura (Tjuratam) u Kazahstanu. Lansiran je u nisku orbitu oko planeta Zemlje raketom nosačem Ciklon-2 11K69. Orbita mu je bila 403 km u perigeju i 417 km u apogeju. Orbitna inklinacija mu je bila 65,03°. Spacetrackov kataloški broj je 23336. COSPARova oznaka je 1994-072-A. Zemlju je obilazio u 92,76 minuta. Pri lansiranju bio je mase 3150 kg. 
Deorbitirao je 13. svibnja 1996. godine.

## Vanjske poveznice
- N2YO.com Search Satellite Database
- Celes Trak SATCAT Format Documentation (engl.)